# Josip Turk (duhovnik)
Josip Turk, slovenski duhovnik, filozof, filolog in teolog, * 12. september 1895, Stopiče, † 3. maj 1951, San Francisco, Kalifornija.

## Življenje in delo
V matični knjigi stopiške župnije je vpisan kot Jožef Turk. Bil je sin gruntarjev Franca Turka in Magdalene Papež. Turk je filozofijo in klasično filologijo študiral na Dunaju, Innsbrucku in Rimu; tu je 1919 doktoriral iz filozofije in 1923 iz teologije. Leta 1922 je bil v Ljubljani posvečen v duhovnika, med leti 1924/1925 pa je v Münchnu študiral še pomožne zgodovinske vede.
Turk je med leti 1926-1945 na Teološki fakulteti v Ljubljani predaval zgodovino Cerkve, od 1938 dalje kot redni profesor. Leta 1945 je emigriral v ZDA. Kot raziskovalec je Turk preučeval predvsem zgodovino Cerkve in filozofije. Izdal je učbenik Cerkvena zgodovina (1930). Ob 800. letnici ustanovitve stiškega samostana je objavil odkritje in analizo prvotnega zakonika cistercijanskega reda Prvotna Charta caritatis (1942) in Cistericii statua antiquissima (1949).